# PSR B0943+10
PSR B0943+10 — пульсар на расстоянии 2000 световых лет от Земли в созвездии Льва. Он был открыт Ю. И. Алексеевым, В. В. Виткевичем, В. Ф. Журавлёвым и Ю. П. Шитовым в декабре 1968 года на Радиоастрономической станции ФИАН в г. Пущино, первоначально назывался PP 0943 и стал первым пульсаром, открытым советскими астрономами:16.

## Характеристики
Возраст пульсара оценивается в 5 млн лет, что для пульсара сравнительно много. Его период вращения составляет 1,1 секунды, пульсар излучает как радиоволны, так и рентгеновское излучение. Продолжающиеся исследования в Вермонтском университете показали, что пульсар находится в постоянных переходах с периодом порядка нескольких часов между радиоярким режимом с высокоорганизованными пульсациями и более спокойным режимом с хаотической временной структурой.
Более того, наблюдения, проведённые одновременно рентгеновским телескопом XMM-Newton ЕКА и наземными радиотелескопами показали, что пульсар проявляет вариации в его рентгеновском излучении, которые повторяют в обратном порядке изменения, происходящие с радиоизлучением: пульсар имеет сравнительно слабое непульсирующее рентгеновское излучение при ярком радиорежиме, с другой стороны, он активнее и с отчётливыми пульсациями испускает рентгеновское излучение во время спокойного радиорежима. Такие изменения объяснимы только в том случае, если магнитосфера пульсара, которая может простираться на расстояние до 52 тыс. км от поверхности пульсара, быстро переключается между двумя крайними состояниями. Изменение происходит в течение нескольких секунд, намного быстрее, чем у большинства пульсаров. Несмотря на то, что этот пульсар открыт одним из первых, механизм его необычного поведения неизвестен.
В 2006 году исследовательская группа из Пекинского университета опубликовала работу, в которой утверждается, что пульсар может фактически являться маломассивной кварковой звездой.

## Планетная система
В мае 2014 года обнаружены два газовых гиганта, обращающихся вокруг PSR B0943+10, их характеристики следующие: